# シマアオジ

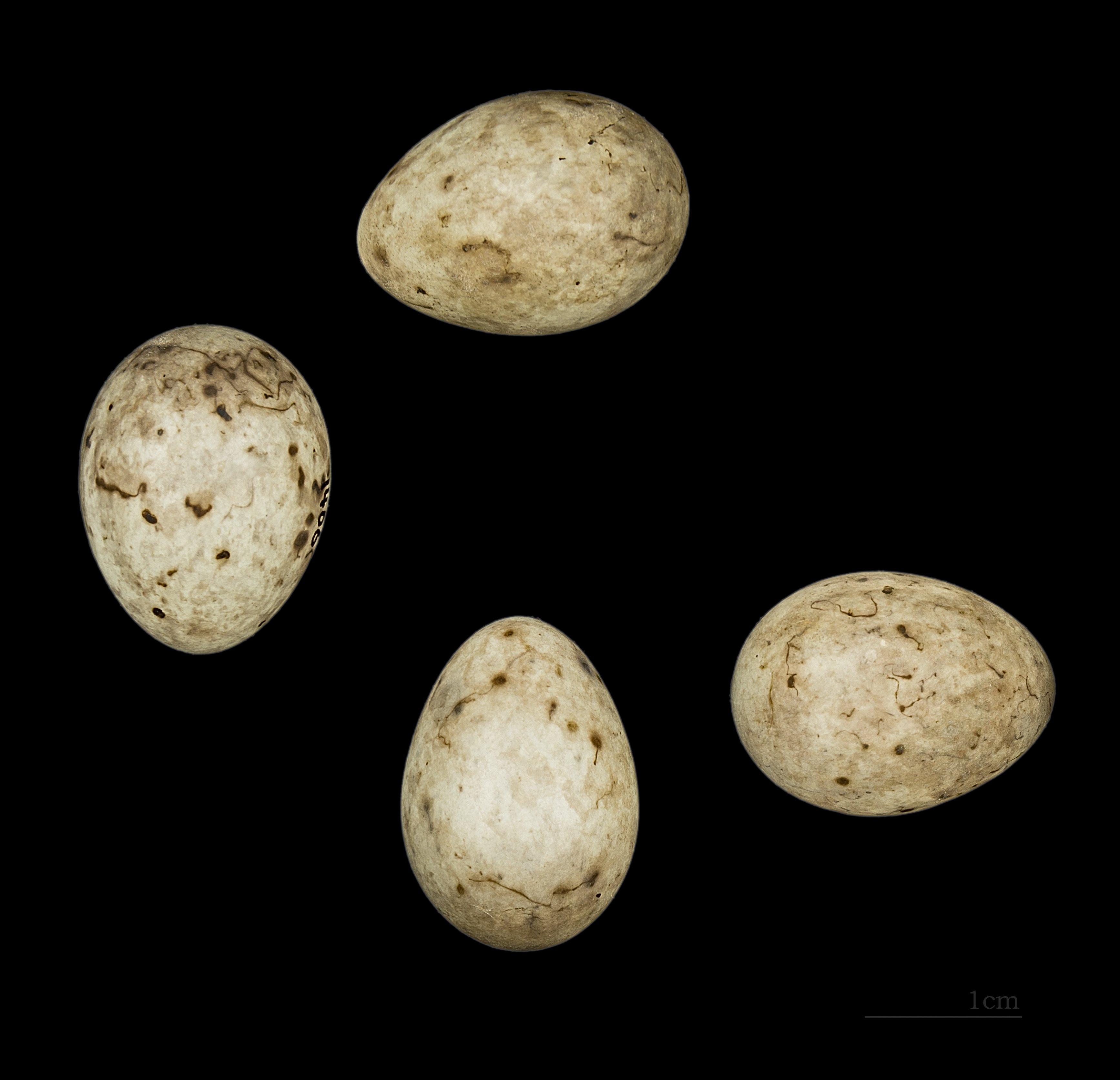
シマアオジの卵

シマアオジ (縞青鵐、Emberiza aureola) は、鳥綱スズメ目ホオジロ科ホオジロ属に分類される鳥類。

## 分布
ウクライナ・ベラルーシからカザフスタン・中華人民共和国・モンゴル・ロシア極東部・日本北部にかけての地域で繁殖する。冬季になるとインド北東部・中華人民共和国南部・ネパール中東部・バングラデシュ・インドシナ半島などで越冬する。
フィンランドでは絶滅した。
日本では亜種シマアオジが、繁殖のため北海道（主に石狩平野以東､以北）に飛来する（夏鳥）。1976年に青森県下北半島で成功していないものの繁殖例があり、1983年に秋田県の八郎潟で巣立ちが確認されている。対馬や舳倉島でまれに観察例があるものの本州以南での観察例がほぼないことから、大陸を経由して渡りを行われていると考えられている。

## 形態
翼長オス7.2 - 8.2cm、メス6.9 - 7.5cm。体側面には褐色の縦縞が入る。
オスは頭頂から背・腰が褐色、下面は黄色。額や顔・喉は黒い。冬季は顔の周囲の黒色部が、淡色になる。メスは頭部が褐色で、正中線に沿って白い筋模様（頭央線）や眼上部に白い筋模様（眉斑）が入る。下面は黄色だが、オスと比較すると鮮やかではない。

## 分類
以下の亜種の分類・分布は、IOC World Bird List(v 10.2)に従う。
Emberiza aureola aureola Pallas, 1773
ヨーロッパ東部からシベリア・カザフスタン・モンゴル中部にかけて
Emberiza aureola ornata Shulpin, 1928 シマアオジ
シベリア中南部・モンゴル南東部からシベリア南東部にかけて、中華人民共和国北東部、日本

## 生態
非繁殖地では草原やヨシ原・農耕地などに生息する。
種子、昆虫などを食べる。
繁殖様式は卵生。水辺の草原や高層湿原・牧草地などで繁殖する。3 - 6個の卵を産む。雌雄ともに抱卵し、抱卵期間は11 - 13日。雛は孵化してから、13 - 15日で巣立つ。

## 人間との関係
中華人民共和国では食用とされることもある。前漢時代の墳墓から骨が発掘されており、古くから食用とされていたと考えられている。
中華人民共和国での網による食用の乱獲、農地開発や灌漑による越冬地の減少などにより生息数は激減している。中華人民共和国では元々南部の一部地域でのみ捕獲・食用とされていたが、経済成長に伴い広域かつ大量に消費されるようになった。中華人民共和国では法的に狩猟は禁止されているが、密猟されることもあり摘発例もある。フィンランドでは2009年以降は繁殖が確認されておらず、絶滅したと考えられている。2002 - 2013年にかけて、生息数の70 - 89 %が減少したと推定されている。ロシアでは2000 - 2012年にかけて、生息数の95 - 99 %が減少したと推定されている。
E. a. ornata シマアオジ
1974 - 1978年には52か所で生息記録があったが、1998 - 2002年には15か所まで減少している。湿原の乾燥化などが影響している可能性もある。一方で北海道ではウトナイ湖北岸や風蓮湖周辺・湧洞沼・野付半島・標津湿原といった生息地の多くが、自然公園や自然保護区に指定されていたため大きな環境の変化はないと考えられている。2017年に国内希少野生動植物種に指定され、捕獲・採取・譲渡などが原則禁止されている。
絶滅危惧IA類 (CR)（環境省レッドリスト）
中国の広東料理では、「禾花雀」(広東語 ウォーファーチョッ wo4fa1jeuk2)と称し、初秋の滋養強壮食品として食用にする習慣がある。「禾」はイネを指し、越冬するために南下してくる本種が、広東省では稲の花が咲き、実が成り始める中秋の頃に珠江デルタにやってくるために付けられた呼称で、主にかすみ網などを使って捕獲された。かつては、稲穂を食べる害鳥とも考えられていた。広東省周辺で稲穂を食べて太るため、味もよいとされる。
料理としては、羽根をむしった後、しばらくたれに漬け込んでから丸ごと素揚げにした「炸禾花雀」として、頭も含めてそのまま、または花椒塩やウスターソースなどをつけて食べることが一般的であった。手の込んだ料理では、ニワトリの肝や東莞ソーセージの細切りを胴内に詰めて、軽く揚げてからたれで煮る「?醸禾花雀」などの料理もある。
しかし、これらの食習慣が個体数を大きく減らす要因のひとつとなっていることが指摘され、現在は『広東省重点保護陸生野生動物』などに指定され、捕獲が禁止されている。獲れないために、海外からも冷凍品として輸入される場合がある。
中国でも北方では、鳴き声が良いことから雄が愛玩用に飼育され、食用にはされないことが多かった。現在、中国では飼育や繁殖も許可が必要である。